# مری اندرسون (بازیگر، زاده ۱۹۱۸)
مری اندرسون (انگلیسی: Mary Anderson؛ ۳ آوریل ۱۹۱۸ – ۶ آوریل ۲۰۱۴) هنرپیشه اهل ایالات متحده آمریکا بود. وی بین سال‌های ۱۹۳۹ تا ۱۹۶۵ میلادی فعالیت می‌کرد. از فیلم‌هایی که وی در آن نقش داشته‌است می‌توان به بر باد رفته، آوای برنادت، قایق نجات، همه اینها به اضافه بهشت اشاره کرد.

## فیلم‌شناسی

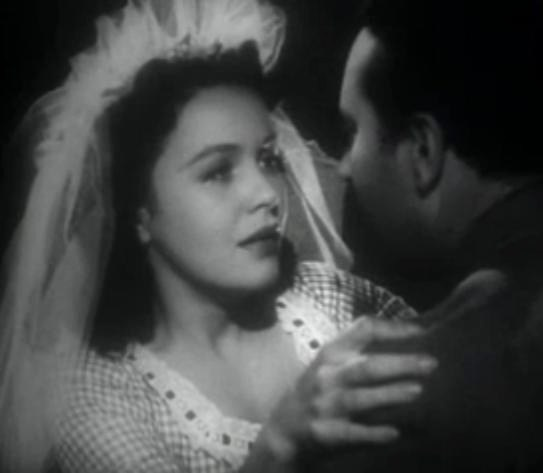
مری اندرسون در فیلم تشویق برای خانم بیشاپ

- بر باد رفته (فیلم) (۱۹۳۹)
- همه اینها به اضافه بهشت (۱۹۴۰)
- خردسال (۱۹۴۱)
- Cheers for Miss Bishop (1941)
- Bahama Passage (1941)
- آوای برنادت (۱۹۴۳)
- قایق نجات (۱۹۴۴)
- ویلسون (۱۹۴۴)
- Behind Green Lights (1946)
- To Each His Own (1946)
- Whispering City (1947)
- The Underworld Story (1950)
- Hunt the Man Down (1950)
- I, the Jury (1953)
- Dangerous Crossing (1953)